# Josep Colom
José María Colom Rincón (Barcelona, 11 de enero de 1947) es un pianista español. Comenzó a tomar clases de piano en Barcelona con su tía Rosa Colom, hasta que más tarde se trasladará a París para estudiar en la École Normale de Musique. 

## Participaciones en concursos y festivales
Colom ha participado en numerosos concursos tanto internacionales como nacionales, tales como el Concurso Internacional de Piano de Santander "Paloma O'Shea", celebrado en Santander en 1978; el Concurso Internacional de Piano Premio Jaén, o el Concurso Epinal en Francia. En estos tres concursos tuvo el honor de recibir el primer premio. 
También participó en Festivales Internacionales: La Roque d’Antheron, Château de Joiville, Bagatelle de París, Chopin de Polonia o Pablo Casals de Puerto Rico. Al igual que en Festivales Nacionales como el de Granada, junto a la Orquesta Nacional de España; Jaén, junto con la Orquesta Sinfónica de RTVE; y el Festival Nacional de Soria, acompañado por la Real Orquesta Sinfónica de Sevilla.
Pero no sólo participó en Concursos como intérprete, sino también como jurado, entre los que se encuentra el Chopin de Varsovia y el Concurso Internacional de Piano Frédéric Chopin de Polonia.

## Premios
Colom también ha sido premiado en numerosas ocasiones, obteniendo el primer premio en concursos nacionales e internacionales, como el de Jaén, Paloma O’Shea y Epinal de Francia, y el cuarto premio en el Concurso Internacional de piano Ferruccio Busoni. Radio Nacional de España le entregó el "Beethoven" y "Scriabin", y también obtuvo el Premio del Ministerio de Cultura de España por las grabaciones de las sonatas completas de Manuel Blasco de Nebra (siglo XVIII) para Etnos.

## Colaboraciones musicales
Entre sus colaboraciones se encuentran prácticamente todas las orquestas nacionales: Orquesta Nacional de España, Orquesta Sinfónica de RTVE, Orquesta Ciudad de Granada, Real Orquesta Sinfónica de Sevilla, Orquesta Filarmónica de Málaga, Orquesta Sinfónica de Galicia, Orquesta Sinfónica del Principado de Asturias, Orquesta Sinfónica de Castilla y León, Orquesta Sinfónica de Euskadi, Orquesta de Valencia, Orquesta Sinfónica de Barcelona y Orquesta Sinfónica de Tenerife. Y orquestas internacionales como la English Chamber Orchestra, Orquesta de Maastricht (Países Bajos), de Bucarest (Rumanía), RAI (Nápoles), de Gulbenkian y Oporto (Portugal), Orquesta Sinfónica de la Radio de Praga, Orquesta Filarmónica de Estrasburgo (Francia), Orquesta Sinfónica de Bamberg (Alemania) y la Orquesta Filarmónica de Zagreb] (Croacia).
Pero también cabe señalar sus colaboraciones con músicos como la pianista Carmen Deleito, con la que grabó las obras completas a cuatro manos para dos pianos de Brahms. Y el chelista Lluis Claret, con el que presentó en numerosos recitales la integral de Beethoven.
Ha tenido el placer de compartir escenario con directores de la talla de Max Bragado Darman, Edmon Colomer —Orquesta de Barcelona—, Sergiu Comissiona, Franz-Paul Decker, Enrique García Asensio, Alexander Gibson, Eliahu Inbal, Arpad Joó y Josep Pons —Orquesta Ciudad de Granada—, entre otros.

## Discografía
Sus primeras grabaciones comenzaron en 1982. En 1989 grabó las obras completas de Manuel de Falla. Además de las obras de piano a cuatro manos para dos pianos de Brahms que grabó junto a Carmen Deleito, también grabó los conciertos n.º 1 y 2 del mismo compositor con la Orquesta Nacional de la Radio de Praga. Su discografía, distribuida por Harmonia Mundi abarca autores diversos como Johannes Brahms —variaciones y últimas piezas—, la integral de Federico Mompou o las Noches en los jardines de España de Manuel de Falla, junto a la Orquesta Ciudad de Granada, dirigida por Josep Pons.